# Hülloch

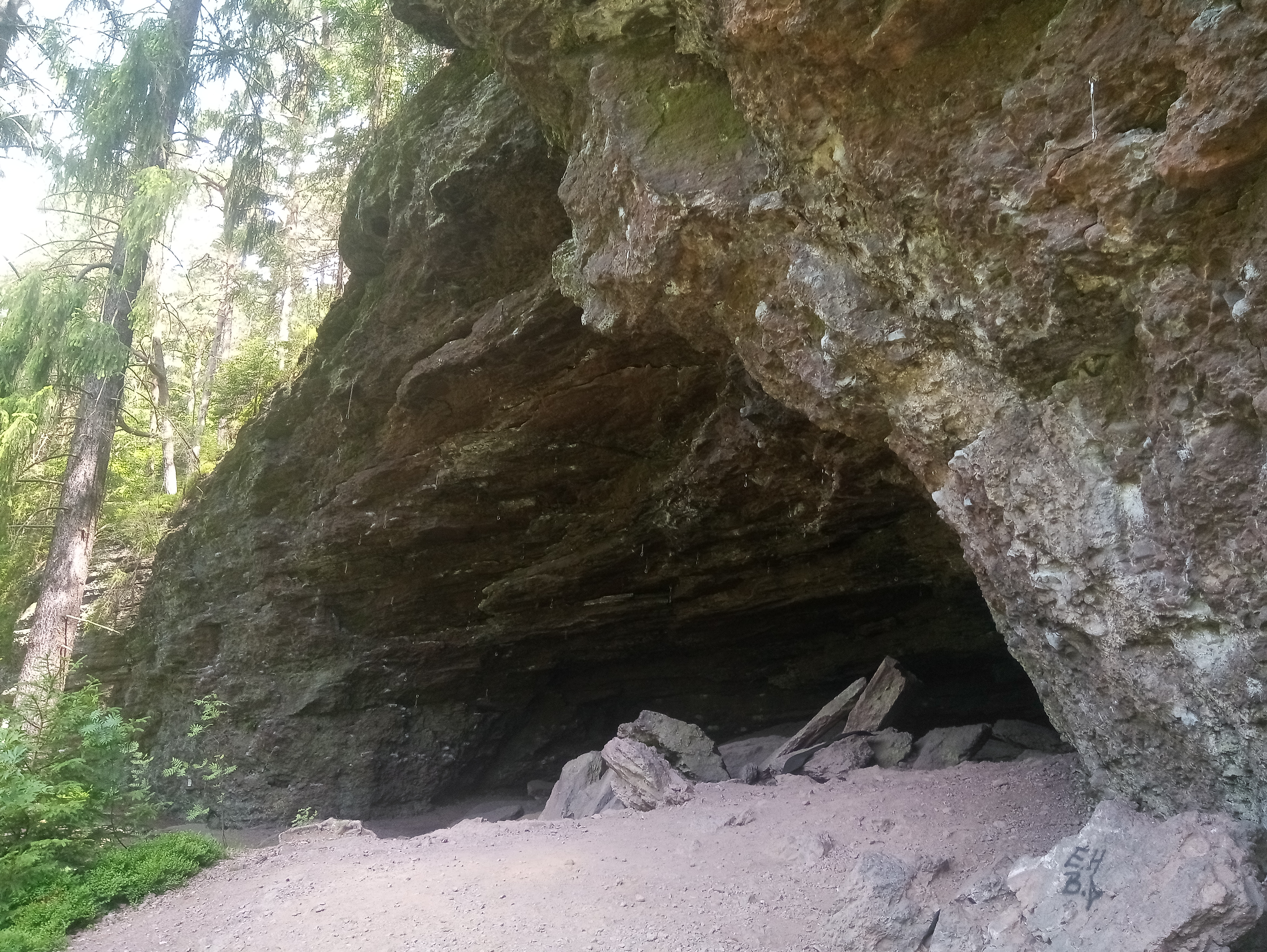
Das Hülloch

Das Hülloch ist eine Höhle beim thüringischen Ort Tambach-Dietharz. Die Höhle wird vielseitig für Sportklettern und Bouldern genutzt.

## Beschreibung
Das Hülloch hat eine Höhe von etwa 15 bis 20 Metern. In und neben der Höhle sind mehrere Kletterrouten erschlossen. In diesem Zusammenhang sind eine Vielzahl von Expresssets in die Decke der Höhle installiert. Das Gestein ist ein Konglomerat. Das Hülloch wurde 2007 für die Sportkletterei erschlossen und war zwischenzeitlich 2013 gesperrt. Es handelt sich um ein Naturdenkmal.